# Jannes Labuschagne
Pas d'image ? Cliquez ici

a Compétitions nationales et continentales officielles uniquement.

b Matchs officiels uniquement.
Dernière mise à jour le 7 avril 2025.
Jannes Johannes Labuschagne, né le 16 avril 1976 à Bloemhof (Afrique du Sud), est un joueur de rugby à XV qui a joué avec l'équipe d'Afrique du Sud. Il évolue au poste de deuxième ligne (1,95 m pour 114 kg).

## Biographie

### En équipe nationale
Jannes Labuschagne dispute son premier test match le 22 juillet 2000 contre l'équipe de Nouvelle-Zélande. Son dernier test match est contre l'équipe d'Angleterre, le 23 novembre 2002.

## Palmarès
- Vainqueur de la Currie Cup en 1999 avec les Golden Lions